# 前略、月の上から。
『前略、月の上から。』（ぜんりゃく、つきのうえから）は、2014年10月16日（15日深夜）から2015年9月18日（17日深夜）までフジテレビ系列で放送されていたバラエティ番組。

## 概要
ヒロミ・堀潤・山里亮太の3人が、月の上から地球での出来事をブツブツ語るという設定の雑談バラエティー。
2014年4月13日・7月11日に特別番組として放送され、同年10月16日未明（15日深夜）からレギュラー番組化。
2015年1月1日（木曜日）5:00 - 7:00には、『山里、結婚するってよ? 前略、月の上から。元旦SP』と題して、2時間の拡大版が放送された。フジテレビの深夜番組が早朝に放送されるのは、2010年1月1日（金曜日）0:45 - 7:00に放送された『キャンパスナイトフジ MAX最強運決定戦 女子大生とお祭り騒ぎSP』以来の5年ぶりとなる。
後述の山里のダブルブッキング問題もあり、2015年1月から水曜日未明（火曜日深夜）に移動された。
同年4月からは土曜日未明（金曜日深夜）に移動したが、同年9月18日にレギュラー放送を終了した。

## 出演者
- ヒロミ
- 堀潤（フリーアナウンサー）
- 山里亮太（南海キャンディーズ）

枠移動前、山里は裏のラジオ番組・山里亮太の不毛な議論にも出演しているため、1時までの出演。放送時間の繰り下げなどで5分しか出ない回や1時以降スタートで全く出演しない場合もあった。山里退出後は堀が「山里メモ」を元に番組が進行する。
また、以前より準レギュラーで出演していた『ナカイの窓』と放送時間が裏かぶりしていたため、『ナカイの窓』を降板し当番組の方に出演していたが、放送枠の移動後は『ナカイの窓』に復帰した。

## コーナー
○○なんでやねんBEST5
そのまま歌っているとバカに見える歌詞
- 2014年4月13日 和田アキ子
- 2014年7月11日 田原俊彦
- 2014年10月15日 渡辺美里
- 2014年11月5日 八代亜紀
- 2014年11月19日 西川貴教（T.M.Revolution）
- 2015年3月10日 徳永英明
- 2015年4月24日 Gackt

乳酸菌美人

## 単発特番リスト
|   | 放送日                    | 時間        |
| - | ------------------------- | ----------- |
| 1 | 2014年4月14日（13日深夜） | 1:40 - 2:40 |
| 2 | 2014年7月12日（11日深夜） | 2:40 - 3:30 |
| 3 | 2015年1月01日             | 5:00 - 7:00 |
| 4 | 2015年5月23日（22日深夜） | 1:25 - 2:40 |

## スタッフ
- ナレーター：益田由美（2015年2月の定年までフジテレビアナウンサー）
- ブレーン：三木聡
- 構成：金森直哉、永井孝裕
- TP：高瀬義美
- CAM：遠山康之、小川利行
- VE：高橋正直、山下悠介
- AUD：森田篤、松本良道
- 照明：安藤雄郎、川田敦史
- 美術プロデューサー：三竹寛典
- デザイン：邨山直也
- 美術進行：村瀬大
- 大道具：鎌田大祐、倉持繁
- アクリル装飾：犬塚健、畠崇悠
- 電飾：田地絵里香、佐藤世菜
- メイク：山田かつら
- 編集：一瀬将吾
- MA：水野学
- 音効：大久保吉久
- CGデザイン：川崎正裕
- リサーチ：稲津大周
- 技術協力：ニユーテレス、IMAGICA、fmt
- 広報：瀧澤航一郎
- TK：槙加奈子
- デスク：川野友美
- AD：中川智允、中村陸、徳満祐輔、宇野友理香
- ディレクター：浦川瞬、遠藤達也、城間康男
- 演出：石川隼
- プロデューサー：瓜生夏美（途中から）、高橋味楓、宮崎孝幸
- チーフプロデューサー：亀高美智子
- 制作：フジテレビバラエティ制作センター
- 制作著作：フジテレビ

## ネット局と放送時間

### 開始から2015年3月まで
| 放送対象地域   | 放送局             | 系列           | 放送日時                                                          | 放送期間                                          |
| -------------- | ------------------ | -------------- | ----------------------------------------------------------------- | ------------------------------------------------- |
| 関東広域圏     | フジテレビ 制作局  | フジテレビ系列 | 木曜日 0:35 - 1:10（水曜日深夜） 水曜日 1:10 - 1:45（火曜日深夜） | 2014年10月16日 - 12月18日 2015年1月14日 - 3月18日 |
| 宮城県         | 仙台放送           | フジテレビ系列 | 木曜日 0:35 - 1:10（水曜日深夜） 水曜日 1:10 - 1:45（火曜日深夜） | 2014年10月16日 - 12月18日 2015年1月14日 - 3月18日 |
| 山形県         | さくらんぼテレビ   | フジテレビ系列 | 木曜日 0:35 - 1:10（水曜日深夜） 水曜日 1:10 - 1:45（火曜日深夜） | 2014年10月16日 - 12月18日 2015年1月14日 - 3月18日 |
| 福島県         | 福島テレビ         | フジテレビ系列 | 木曜日 0:35 - 1:10（水曜日深夜） 水曜日 1:10 - 1:45（火曜日深夜） | 2014年10月16日 - 12月18日 2015年1月14日 - 3月18日 |
| 長野県         | 長野放送           | フジテレビ系列 | 木曜日 0:35 - 1:10（水曜日深夜） 水曜日 1:10 - 1:45（火曜日深夜） | 2014年10月16日 - 12月18日 2015年1月14日 - 3月18日 |
| 岡山県・香川県 | 岡山放送           | フジテレビ系列 | 木曜日 0:35 - 1:10（水曜日深夜） 水曜日 1:10 - 1:45（火曜日深夜） | 2014年10月16日 - 12月18日 2015年1月14日 - 3月18日 |
| 広島県         | テレビ新広島       | フジテレビ系列 | 木曜日 0:35 - 1:10（水曜日深夜） 水曜日 1:10 - 1:45（火曜日深夜） | 2014年10月16日 - 12月18日 2015年1月14日 - 3月18日 |
| 高知県         | 高知さんさんテレビ | フジテレビ系列 | 木曜日 0:35 - 1:10（水曜日深夜） 水曜日 1:10 - 1:45（火曜日深夜） | 2014年10月16日 - 12月18日 2015年1月14日 - 3月18日 |
| 北海道         | 北海道文化放送     | フジテレビ系列 | 金曜日 0:40 - 1:15（木曜日深夜）                                  | 2014年10月24日 -                                  |
| 鳥取県・島根県 | 山陰中央テレビ     | フジテレビ系列 | 金曜日 1:35 - 2:10（木曜日深夜）                                  | 2014年10月24日 -                                  |
| 富山県         | 富山テレビ         | フジテレビ系列 | 金曜日 1:45 - 2:20（木曜日深夜）                                  | 2014年10月24日 -                                  |
| 新潟県         | 新潟総合テレビ     | フジテレビ系列 | 木曜日 0:40 - 1:15（水曜日深夜）                                  | 2014年10月30日 -                                  |
| 佐賀県         | サガテレビ         | フジテレビ系列 | 金曜日 0:35 - 1:10（木曜日深夜）                                  | 2014年10月31日 -                                  |
| 中京広域圏     | 東海テレビ         | フジテレビ系列 | 金曜日 0:40 - 1:15（木曜日深夜） 土曜日 1:35 - 2:10（金曜日深夜） | 2014年10月31日 - 2015年1月9日 2015年1月24日 -     |
| 静岡県         | テレビ静岡         | フジテレビ系列 | 土曜日 1:11 - 1:46（金曜日深夜）                                  | 2014年11月1日 -                                   |
| 熊本県         | テレビくまもと     | フジテレビ系列 | 火曜日 0:35 - 1:10（月曜日深夜）                                  | 2014年11月4日 -                                   |
| 近畿広域圏     | 関西テレビ         | フジテレビ系列 | 水曜日 2:32 - 3:12（火曜日深夜） 水曜日 2:35 - 3:12（火曜日深夜） | 2014年11月5日 - 12月24日 2015年1月14日 -          |
| 長崎県         | テレビ長崎         | フジテレビ系列 | 木曜日 1:40 - 2:15（水曜日深夜）                                  | 2014年11月6日 -                                   |
| 福井県         | 福井テレビ         | フジテレビ系列 | 月曜日 1:20 - 1:55（日曜日深夜）                                  | 2014年11月17日 -                                  |

### 2015年4月から
| 放送対象地域 | 放送局            | 系列           | 放送日時                         | 放送期間                       |
| ------------ | ----------------- | -------------- | -------------------------------- | ------------------------------ |
| '関東広域圏  | フジテレビ 制作局 | フジテレビ系列 | 土曜日 1:25 - 1:40（金曜日深夜） | 2015年4月18日 - 2015年9月18日  |
| 中京広域圏   | 東海テレビ        | フジテレビ系列 | 金曜日 1:00 - 1:15（木曜日深夜） | 2015年4月24日 -                |
| 近畿広域圏   | 関西テレビ        | フジテレビ系列 | 水曜日 1:25 - 1:40（火曜日深夜） | 2015年4月29日 - 2015年12月14日 |
| 北海道       | 北海道文化放送    | フジテレビ系列 | 金曜日 2:25 - 2:40（木曜日深夜） | 2015年5月1日 -                 |